# Nick Curran
Nick Curran (Biddeford, 1977. szeptember 30. – ?, 2012. október 6.), amerikai blues és rock and roll énekes, gitáros. A kritikusok hasonlították T-Bone Walkerhez, Little Richardhoz, a The Sonicshoz, Doug Sahmhoz, a Misfitshez, a The Ramoneshoz is.

## Pályafutása
Három éves korában dobolni elkezdett. Naponta bekapcsolta a rádiót és együtt játszott a zenével.
Az apja megtanította mindenre, amit a gitárral kezdeni lehet. Néhány óra gyakorlás után mindent el tudott játszani. Arra a kérdésre, hogy ezt hogy csinálja, rendre azt válaszolta: „érzem”. Soha nem kapott iskolákban gitárórákat.
15 éves korában apja, Mike Curran Tremors nevű együttesében gitározott és hárfázott, és 17 éves korában dobolt is. Aztán apjával a The Upsetters együttesben játszott. Ugyanebben az évben létrehozta a Nick Danger és a Sideburners rockabilly együttest is. Tizenkilenc éves korában Ronnie Dawsonnal turnézott. Rockabillyt,  bluest és punkzenét is játszottak. Ezután  Dallasba költözött, és csatlakozott a Jaguars zenekarhoz. 2004-07 között a The Fabulous Thunderbirds tagja volt. 
...
Gégerák következtében 2012-ben, 35 éves korában elhunyt.

## Lemezek
- 2000: Fixin' Your Head
- 2001: Nitelife Boogie
- 2003: Doctor Velvet
- 2004: Player!
- 2010: Reform School Girl